# Ярі Торккі
Ярі Торккі (фін. Jari Torkki; нар. 11 серпня 1965, м. Раума, Фінляндія) — фінський хокеїст, правий нападник. 
Вихованець хокейної школи «Лукко» (Раума). Виступав за «Лукко» (Раума), «Чикаго Блекгокс», «Сегіно Гокс» (ІХЛ), «Індіанаполіс Айс» (ІХЛ), «Старбуллз Розенгайм», ХК «Мерано», «Мілано Вайперс», «Брекнелл Біз». 
У складі національної збірної Фінляндії учасник зимових Олімпійських ігор 1988, учасник чемпіонату світу 1987. У складі молодіжної збірної Фінляндії учасник чемпіонатів світу 1984 і 1985. У складі юніорської збірної Фінляндії учасник чемпіонатів Європи 1982 і 1983.
Срібний призер зимових Олімпійських ігор 1988. Срібний призер чемпіонату Фінляндії (1988), бронзовий призер (1994, 1996). 
Брат: Самі Торккі.